# Victoria (Pokal)

Die Victoria

Die Victoria (auch Viktoria) ist ein Wanderpokal im deutschen Fußball, der für den deutschen Meister von 1903 bis 1944 verliehen wurde. Heute ist die ursprünglich ersatzweise eingesetzte Meisterschale die Trophäe für den deutschen Fußballmeister, jedoch wurde von 1992 bis 2014 die Victoria wieder (in einer gesonderten Zeremonie) dem Meister überreicht.

## Etymologie
Die Victoria wurde nach der römischen Siegesgöttin Victoria benannt, die auch auf dem Pokal dargestellt wurde. In der römischen Mythologie ist Victoria die vergöttlichte Personifikation des Sieges (lateinisch victoria), Schutzgöttin des römischen Kaisers und jungfräuliche Hüterin des Reiches.

## Aussehen

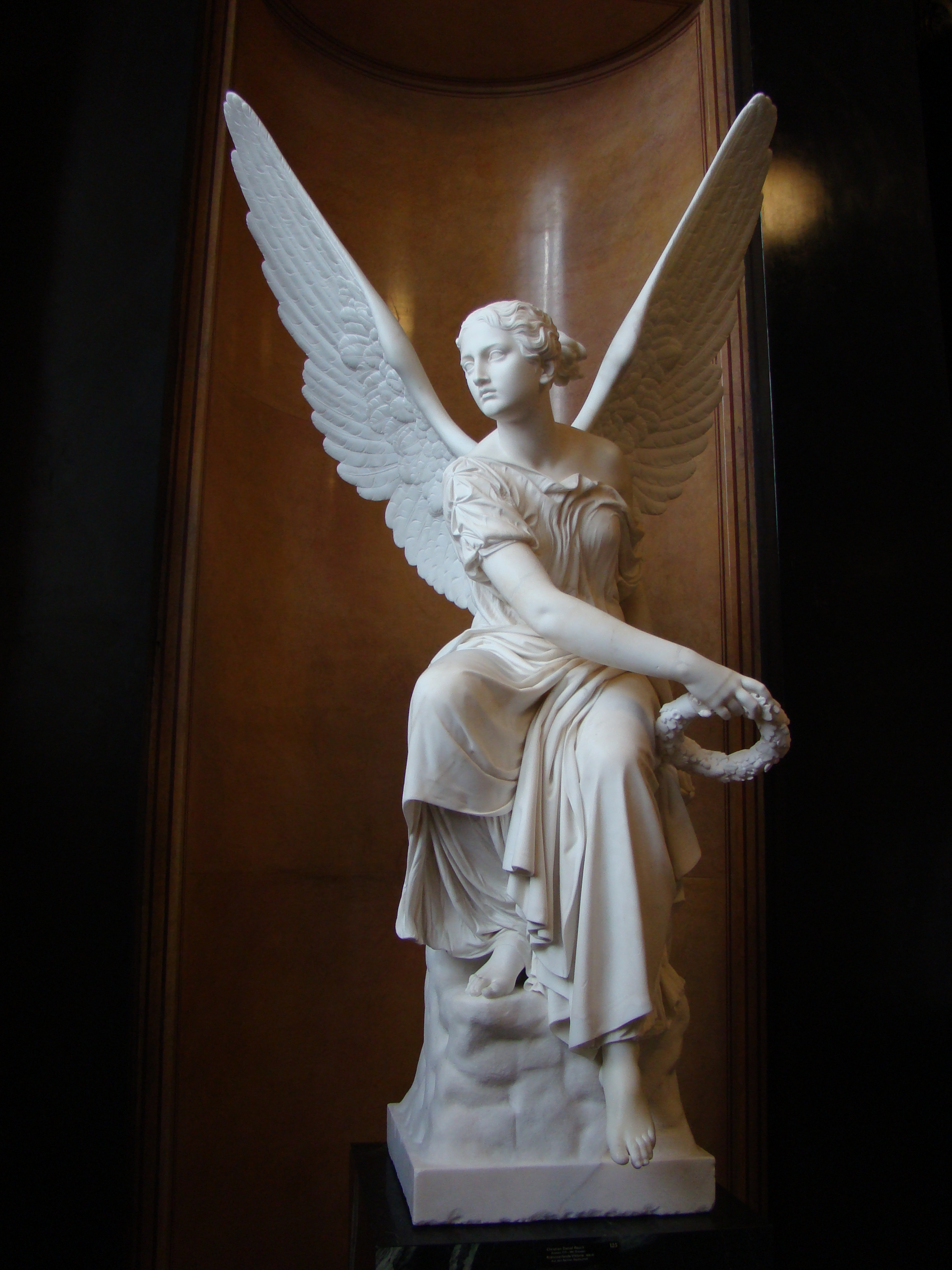
Kranzwerfende Viktoria (1838–45), Alte Nationalgalerie (Berlin)

Die Trophäe besteht aus zwei Teilen: Einem Quader und der darauf sitzenden, bronzenen Göttin Victoria.

### Göttin Victoria
Die römische Göttin Victoria sitzt auf einem Felsen. Sie besitzt Flügel, die über ihren Kopf reichen und trägt ein langes Gewand. Während sie sich mit der linken Hand auf den Felsen stützt, hält sie in der rechten Hand einen Lorbeerkranz. Die Siegesgöttin blickt dabei zur rechten Seite.
Als Vorbild diente die Marmorstatue „Kranzwerfende Viktoria“ des Bildhauers Christian Daniel Rauch, angefertigt in den Jahren 1838–45. Die Statue befand sich früher im Berliner Stadtschloss und ist jetzt in der Alten Nationalgalerie in Berlin aufgestellt.
Eine weitere Statue der „Kranzwerfenden Viktoria“ befindet sich in der Walhalla in Donaustauf unterhalb der Büste Kaiser Maximilians I.

### Unterbau
Unter der Victoria-Abbildung war ein Quader, auf dem auf jeder Seite etwas eingraviert und etwas abgebildet war, z. B. ein Kranz oder ein Wappen. Auf der Frontseite war eine Plakette mit Inschrift angebracht:

„Weltausstellungspreis, Wanderpreis für den Deutschen Fußballsport, gestiftet aus Reichsmitteln zur Erinnerung an die Beteiligung deutscher Mannschaften an den Olympischen Spielen Paris 1900.“

Um diese Plakette herum wurden dann in den folgenden Jahren die Namen und Embleme der deutschen Meister angebracht. Laut DFB wurde der Unterteil zwischen 1927 und 1930 ausgetauscht, weil kein Platz mehr vorhanden war. Nun steht die Figur auf einem schmalen (silbernen) Quader mit Eingravierung. Darunter sind die Namen und Embleme aller Sieger bis 1944 zu sehen. Die Embleme befinden sich in der Mitte kleiner silberner Felder, bei denen links Deutscher Meister 19../.. und rechts der Name des Meisters steht.

## Geschichte

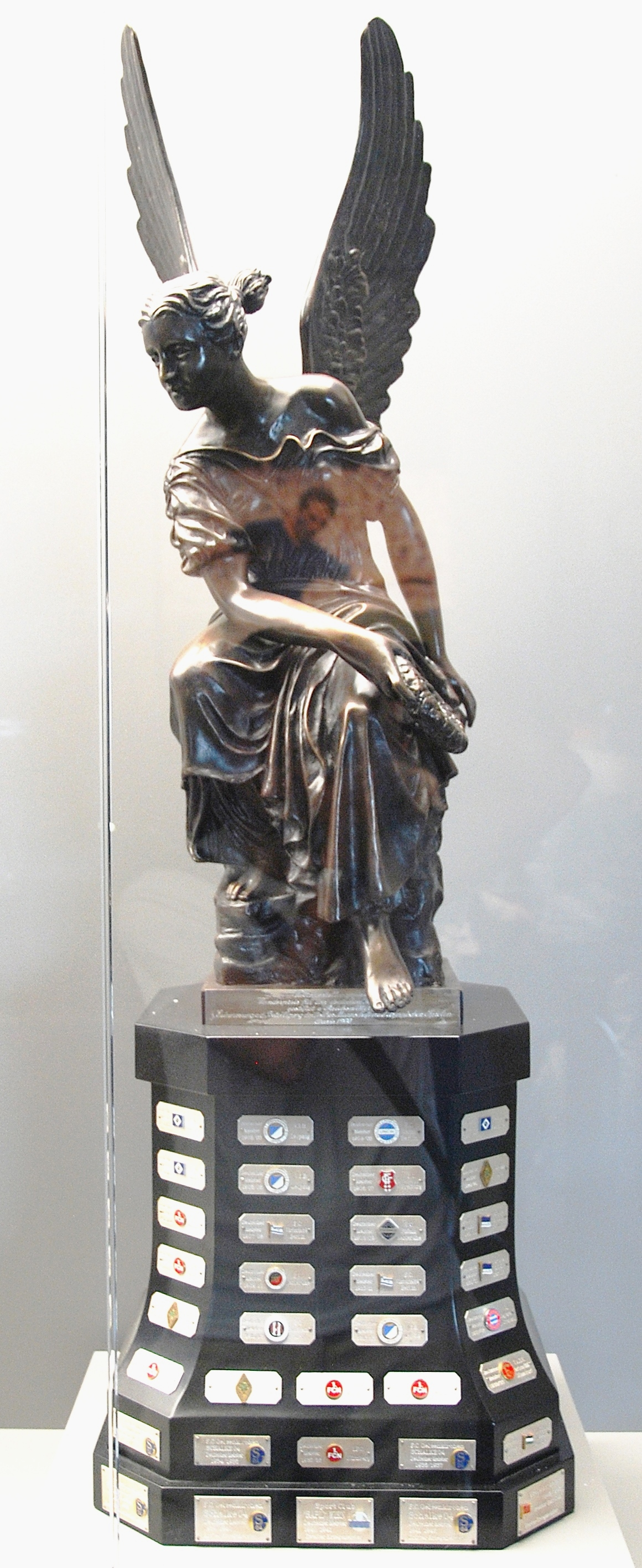
Nachbildung der Victoria im Museum des FC Schalke 04

### Der DFB erhält die Victoria (1900)
Die Victoria wurde dem DFB 1900 nach den Olympischen Spielen gewidmet. Auf dem Verleihungsdiplom heißt es:

„Zum Andenken an die gelegentlich der Weltausstellung in Paris 1900 abgehaltenen Olympischen Spiele wird hiermit dem Deutschen Fußballbunde ein Wander-Ehrenpreis in Gestalt der Victoria von Prof. Rauch gewidmet.
Der Weltausstellungspreis bleibt im dauernden Besitz des Deutschen Fußball-Bundes und wird alljährlich abwechselnd von den Rugby-Fußball-Vereinen bzw. den Association-Fußball-Vereinen Deutschlands bestritten. Das Recht der ersten Ausschreibung – also für die Spielzeit Winter 1901/1902 – ist den Rugby-Fußball-Vereinen zuerkannt.“

So ist der DFB noch heute im Besitz des Pokales. Viele Fußballvereine im kaiserlichen Deutschland spielten vor allem vor Beginn des 20. Jahrhunderts noch Rugbyfußball, aus dem sich der mit den Füßen gespielte Assoziationsfußball entwickelt hatte; eine Meisterschaft im Rugby wurde vom DFB jedoch nie ausgetragen.

### 1903–1944
Zum ersten Mal erhielt der VfB Leipzig mit dem Sieg gegen DFC Prag mit 7:2 am 31. Mai 1903 in Altona/Hamburg die Victoria. Der Pokal wechselte stets den Besitzer. Am häufigsten gewannen der 1. FC Nürnberg und der FC Schalke 04 die Trophäe mit jeweils sechs Siegen. 1941 ging die Viktoria an den SK Rapid Wien, den einzigen deutschen Meister, der nicht auf dem Gebiet der heutigen Bundesrepublik Deutschland beheimatet ist. Als letzter Deutscher Meister vor dem Ende des Weltkriegs erhielt der Dresdner SC 1944 die Victoria verliehen, nach einem 4:0-Finalerfolg gegen den Luftwaffen-Sportverein Hamburg.

### Verbleib der Victoria 1945–1990
Nach dem Finale 1944 galt die Victoria lange als verschollen, und es musste eine neue Trophäe angefertigt werden: die Deutsche Meisterschale, die seit 1949 bis heute dem deutschen Meister verliehen wird.
Die Victoria wurde in Ost-Berlin, der Hauptstadt der DDR aufbewahrt. Über den genauen Verbleib während der Zeit der deutschen Teilung gibt es zwei Varianten:

#### Variante 1
In der Version, über die Sport Bild und Kicker 1990 berichteten, soll die Trophäe in den Wirren des Weltkriegsendes Anfang 1945 einem Berliner Fußballfan in die Hände gefallen sein. Aus Angst vor anrückenden Truppen nahm er sie nach Hause (in das spätere Ost-Berlin) mit und versteckte sie im Keller unter einem Kohlehaufen, wo sie 45 Jahre lang lag. Erst mit der Wiedervereinigung 1990 wurde der Deutsche Fußball-Bund (DFB) durch den Mann informiert und konnte so die Victoria wieder in Besitz nehmen. Ob dem ehemaligen (Ost-)Deutschen Fußball-Verband (DFV) die Existenz und der Verbleib der Victoria bekannt gewesen war, ist ungeklärt.

#### Variante 2
Eine andere Version besagt, die Victoria habe jahrzehntelang in einem Tresor des Deutschen Fußball-Verbands in Ost-Berlin gelegen. Sie soll sogar 1984 durch den DFV restauriert worden sein. Der spätere westdeutsche Bundestrainer Helmut Schön, der 1944 mit dem Dresdner SC den letzten Titel vor dem Kriegsende gewonnen hatte, behauptet in seiner 1980 erschienenen Autobiografie, dass man zu der Zeit, als er Spielertrainer bei der SG Dresden-Friedrichstadt und gleichzeitig Ostzonen-Verbandstrainer (Vorläufer der Fußballnationalmannschaft der DDR) war, also zwischen 1949 und 1950, versucht habe, die „Viktoria-Statue […] von Dresden in den Westen zu bringen, damit sie dort wieder den neuen Meistern überreicht werden“ könne. Schön schreibt hier weiter: „Unsere Aktion ging schief. Ich bekam einen harten Rüffel aus Ostberlin. Der Sportausschuss-Vorsitzende und damalige FDJ-Chef, ein gewisser Erich Honecker, drohte mir mit Konsequenzen.“

### Seit 1991
Zeitweise wurde sie Anfang der 1990er Jahre dem deutschen Meister in einer gesonderten Zeremonie nach Ende der Saison überreicht. Seit Sommer 2015 ist die Trophäe im neu eröffneten Deutschen Fußballmuseum in Dortmund zu sehen.